# Харвикен, Йохс
Йохс Харвикен (норв. Johs Harviken; род. 6 апреля 1943, Эльверум, Хедмарк) — норвежский лыжник, призёр Олимпийских игр в Саппоро.

## Биография
Харвикен выступал на ряде международных соревнований — на чемпионате мира 1970 года в Штребске-Плесо, на Холменколленских играх и на этапе Кубка мира в Лахти. Первую награду он завоевал в 1967 году, финишировав 3-м в гонке на 15 км на чемпионате Норвегии, а через два года занял 2-е место на дистанции 50 км в Холменколлене. В 1970 году он завоевав первую и единственную золотую медаль на чемпионате Норвегии, выиграв гонку на 30 км. Всего в его активе были одна золотая, три серебряные и три бронзовые медали.
На зимних Олимпийских играх 1972 в Саппоро он участвовал в трёх дисциплинах — гонке на 30 км, эстафете 4 x 10 км и гонке на 15 км. Основным соперником Харвикена на играх в Саппоро был советский лыжник Вячеслав Веденин, с которым он соревновался на других турнирах (в том числе на чемпионате мира 1970 года). По оценке Веденина, Йохс любил «попижонить на дистанции» и был слишком самоуверенным при своих талантах. В гонке на 30 км Веденин, провалив первый круг, успешно выступил на втором круге и опередил с запасом противников на третьем круге — вторым к финишу пришёл ещё один норвежец Пол Тюлдум, а Харвикен финишировал третьим, завоевав бронзовую медаль.
На эстафете 4 x 10 км Харвикен был заявлен на четвёртый этап, поскольку рассчитывал, используя собственные силы и запас прочности предыдущих трёх этапов, не только добиться победы в эстафете, но и реабилитироваться за гонку на 30 км. На третьем этапе поначалу лидировал советский лыжник Фёдор Симашев, но затем он пропустил вперёд выступавшего там же Ивара Формо и значительно отстал от него. Готовившийся к четвёртому этапу Вячеслав Веденин подошёл к Харвикену и несколько раз с «печальным выражением лица» поздравил его с победой: расслабленный подобными словами Харвикен на четвёртом этапе в итоге выступил хуже обычного. Более того, перед началом этапа Веденин спровоцировал Харвикена, взяв лыжную мазь и старательно изобразив, что смазывает лыжи, в то время как он просто водил пальцами по кантам, сжав мазь в кулаке. Харвикен, попавшись на обманный приём, уговорил присутствовавшего в норвежской делегации чемпиона Гренобля Харальда Грённингена разрешить ему ещё раз тщательно смазать лыжи. По словам Веденина, это была тактическая ошибка Харвикена, который на этом потерял около 20 секунд преимущества.
На подъёме продолжительностью 3,5 км советские тренеры стали выкрикивать фамилию Веденина, сбивая Харвикена с толку: всякий раз он, оборачиваясь назад и разыскивая глазами Веденина, терял по две-три секунды, и в итоге к концу подъёма отрыв от Веденина сократился до минимума, а за 800 метров до финиша оба сравнялись. Когда до финиша было уже меньше 100 метров, Харвикен упал в борьбе с Ведениным, проиграв гонку за золото. Он финишировал вторым, отстав от Веденина на 9,12 секунд.
После финала эстафеты ряд норвежских болельщиков были потрясены тем, что остались только с серебряной медалью, и в гневе разорвали принесённые на трибуны национальные флаги. Самого Харвикена увезли со стадиона после финиша. Позже сообщалось, что он после Игр на какое-то время уехал в Нидерланды, опасаясь возвращаться домой из-за разгневанных болельщиков. В гонке на 15 км Харвикен занял 15-е место в Саппоро.
Карьеру он завершил в 1976 году после того, как не смог отобраться на Олимпиаду в Инсбруке.